# Marija Šerifović

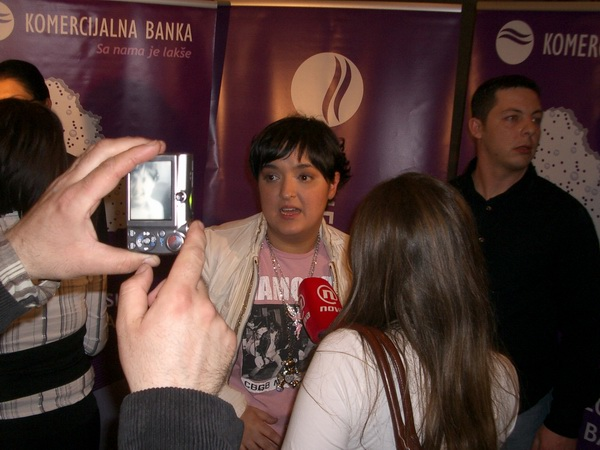
Šerifović på presskonferens.

Marija Šerifović (Марија Шерифовић), född 14 november 1984 i Kragujevac, är en serbisk artist som framförde Serbiens första bidrag i Eurovision Song Contest som eget land. Med låten "Molitva" vann hon tävlingen 2007.

## Biografi
Šerifović föddes den 14 november 1984, och hennes mamma, Verica Šerifović är en känd etnosångerska i Serbien.

## Musik
Šerifović är känd i Serbien men även i andra Balkanländer, och hon har medverkat på flera festivaler och olika sammanhang och vunnit flera priser där som bland annat:
- Budva Festival, 2003 - låten "Gorka Cokolada" (Besk choklad)
- Budva Festival, 2004 - låten "Bol do ludila" (Smärta till galenskap) - 1:a plats
- Beovizija, 2005 - låten "Ponuda" (erbjudande)- 7:e plats
- Radijski Festival, 2005 - låten "U nedelju" (På söndagen) - 1:a plats

med flera.

## Eurovision 2007
Under början av 2007 blev Šerifović framröstad att vara med i Eurovision Song Contest 2007 i Helsingfors av Serbien, och detta var också första gången Serbien tävlade som eget land. Hon kom med i semifinalen där hon gick vidare, och några dagar senare var hon i finalen som finalist nummer 17. Hennes låt som hon sjöng hette "Molitva" (bön) och har översatts lite olika.
På svenska och norska översattes den som "Min bön", på engelska "Destiny" (Ödet), på ryska "Molitva" och på finska fick den heta "Rukoilen". Musiken i "Molitva" komponerades av Vladimir Graić och texten av Saša Milošević Mare. Till slut vann hon hela tävlingen, och Eurovision Song Contest 2008 hölls därför i Belgrad, Serbien.

## Gayikon
I Serbien är Marija Šerifović en gayikon och det har spekulerats om hennes sexuella läggning. Marija svarar dock undvikande på frågor om sin sexualitet. Hon uppträdde under Stockholm Pride år 2007. Olika uttalanden av Šerifović har i hemlandet och grannländerna tolkats som ett stöd för homosexuella.
I Belgrad den 27 november 2013 har hennes självbiografiska film premiär där hon bland annat erkänner sin homosexualitet. Detta gör henne till Serbiens första öppet homosexuella sångerska.